# Mount Daniel
Mount Daniel är ett berg i Antarktis. Det ligger i Västantarktis. Nya Zeeland gör anspråk på området. Toppen på Mount Daniel är 914 meter över havet.
Terrängen runt Mount Daniel är kuperad åt nordväst, men åt sydost är den bergig. Trakten är obefolkad. Det finns inga samhällen i närheten.